# Luís I de Guise
Luís I de Guise (castelo de Joinville, 21 de outubro de 1527 - Paris, 29 de março de 1578) foi um cardeal do século XVII

## Biografia
Nasceu em castelo de Joinville em 21 de outubro de 1527, castelo de Joinville, Champagne, França. Quarto dos doze filhos do duque Claude de Guise e Antoinette de Bourbon-Vendôme, princesa de sangue real. Os outros irmãos eram Francisco I (duque de Guise); Carlos (cardeal); Claude, duque de Aumale); Philippe (morreu na infância); Pierre (morreu jovem); François (grão-prior da Ordem de Malta); René (marquês de Elboeuf); Maria; Luísa; Renée, (abadessa de Saint-Pierre); e Antonie (abadessa de Faremoutier). O duque Claude também teve um filho ilegítimo, Clause (abade de Cluny). Ele também está listado como Louis I de Lorraine, cardeal de Guise. Seu sobrenome também está listado como De Guise Lorraine. Sobrinho do Cardeal Jean de Lorraine (1518). Irmão do Cardeal Charles I de Guise de Lorraine(1547). Tio do Cardeal Luís II de Guise (1578). Tio-avô do Cardeal Louis III de Guise (1615).
Ele entrou na igreja em vez de seguir a carreira militar como a maioria dos membros de sua família. (Nenhuma informação educacional adicional encontrada)..
Ele tinha uma filha ilegítima chamada Anne d'Arne.
Clérigo de Châlons..
Eleito bispo de Troyes em 11 de maio de 1545; constituiu-se administrador aos 18 anos até atingir a idade canônica de 27 anos; permutada a sé da abadia de Saint-Victor, Paris, 1549. Transferida para a sé de Albi, 27 de junho de 1550; constituiu-se administrador aos 23 anos até atingir a idade canônica de 27 anos; renunciou à administração em favor do cardeal Lorenzo Strozzi antes de 9 de maio de 1561..
Criado cardeal diácono no consistório de 22 de dezembro de 1553. Não participou do Conclave de abril de 1555, que elegeu o Papa Marcelo II. Participou do Conclave de maio de 1555, que elegeu o Papa Paulo IV. Recebeu o chapéu vermelho e a diaconia de S. Tommaso em Parione, título declarado diaconaria pro illa vice, 17 de julho de 1555. Foi abade comendador de Moissac, Bourgueil-en-Vallée, Saint-Germain d'Auxerre, Regny e Braisne . Participou do conclave de 1559. Promovido à sé metropolitana de Sens, em 9 de maio de 1561; administrador constituído; renunciou à administração em favor do cardeal Nicolas de Pellevé, antes de 16 de dezembro de 1562. Não participou do conclave de 1565-1566, que elegeu o Papa Pio V. Optou pela ordem de cardeais sacerdotes e sua diaconia foi restaurada ao título, 24 de março de 1568. Transferido para a sé de Metz após consentimento de seu capítulo, 5 de outubro de 1568. Consagrada em 1º de abril de 1571, enfermaria da Abadia de São Vítor, em Paris, pelo Cardeal Carlos I de Guise de Lorraine, arcebispo de Reims, seu irmão. Não participou do conclave de 1572, que elegeu o Papa Gregório XIII. Rei coroado Henrique III da França, Reims, domingo, 13 de fevereiro de 1575..
Morreu em Paris em Sábado, 29 de março de 1578. Sepultado no coro da abadia de Saint-Victor, em Paris, no lado esquerdo do altar-mor, sem qualquer inscrição fúnebre..